# Parque acuático metropolitano de Maracay
El parque acuático Metropolitano es un parque urbano y acuático ubicado en la ciudad de Maracay, Venezuela. 
El parque comprende mayormente de un área verde que se extiende de norte a sur desde el parque de ferias de San Jacinto hasta la autopista Regional del Centro, y de este a oeste desde el caño Colorado a la avenida Cincunvalación. Fue inaugurado el 6 de agosto de 1977, y está dotado de canchas, caminerías e infraestructuras de recreación al aire libre, así como de un parque acuático.

## Características
Según la Gaceta Oficial N.° 34.136 del 13 de enero de 1989, el parque está dotado características naturales y de entretenimiento, ofreciendo en sus 26 hectáreas, instalaciones deportivas y recreativas al aire libre, que al principio se totalizaban en ocho canchas deportivas de béisbol, fútbol y softbol. Estas áreas son administradas por el Instituto Nacional de Parques (Inparques), ente adscrito al Ministerio del Poder Popular para el Ecosocialismo, en alianza con la Gobernación del estado Aragua.
En 2017 fue inaugurado un parque acuático de siete hectáreas, que cuenta con nueve toboganes, once piscinas, tres restaurantes, quioscos, bar-piscina, salón de conferencias y fuente interactiva, entre otras atracciones.
Dentro de sus límites funcionan la Escuela Regional de Policías Coronel Néstor Anselmo Borges, el cuartel de bomberos, la comandancia general de la policía de Aragua y el crossódromo Andrea Hipólito.